# Аншютц-Кемпфе, Герман
Ге́рман Аншю́тц-Ке́мпфе (нем. Hermann Anschütz-Kaempfe; 3 октября 1872, Цвайбрюккен, Германия — 6 мая 1931, Мюнхен, Германия) — немецкий инженер, изобретатель гирокомпаса.

## Биография
Герман Аншютц родился в известной мюнхенской семье. Как говорили: «Искусство и наука стояли у его колыбели». Его дед Герман Аншютц, был видным художником, профессором Мюнхенской академии искусств, а отец — профессором физики и математики.
Аншютц начал свою деятельность как гуманитарий — в 1896 г. за исследование, посвященное творчеству венецианских художников эпохи Возрождения получил степень доктора философии.
Увлекшись идеей о достижении Северного полюса, Герман Аншютц-Кемпфе участвовал в двух полярных экспедициях и в начале 1901 года высказал мысль о том, что добраться до полюса можно на субмарине.
В 1926 фирма «Аншютц и Ко» — ведущее предприятие по разработке и производству морских гирокомпасов, основанная Аншютцем в Киле, разработала и запустила в серийное производство артиллерийско-навигационный гирокомпас. В разработке гироскопического двухроторного прибора принял участие профессор Эйнштейн, и он получил название «компас Эйнштейна-Аншютца» (именно в таком порядке).